# Maria Luisa di Schleswig-Holstein
Maria Luisa di Schleswig-Holstein (Francesca Giuseppa Luisa Augusta Maria Cristina Elena; Windsor, 12 agosto 1872 – West End, 8 dicembre 1956) è stata una principessa britannica di origini tedesche, nipote della regina Vittoria del Regno Unito.

## Infanzia e gioventù
La principessa Maria Luisa nacque a Cumberland Lodge, all'interno del grande parco di Windsor. Suo padre era il principe Cristiano di Schleswig-Holstein, terzo figlio del duca Cristiano di Schleswig-Holstein-Sonderburg-Augustenburg e della contessa Luisa di Danneskjold-Samsøe. La madre di Maria Luisa era invece la principessa Elena, quinta dei figli (e terza femmina) della regina Vittoria e del principe consorte Alberto di Sassonia-Coburgo-Gotha. I suoi genitori vivevano nel Regno Unito, e la giovane principessa venne considerata un membro della famiglia reale britannica. In base a lettere patenti del 1866, le spettava il titolo di "sua altezza la principessa Maria Luisa di Schleswig-Holstein. Venne battezzata il 18 settembre 1872: suoi padrini furono l'imperatore d'Austria Francesco Giuseppe I e la regina di Hannover Maria di Sassonia-Altenburg.

## Matrimonio
Il 6 luglio 1891 Maria Luisa sposò il principe Ariberto di Anhalt (18 giugno 1866 – 24 dicembre 1933) nella St. George’s Chapel del castello di Windsor. Suo marito era il terzo figlio del duca Federico I di Anhalt e della moglie, nata principessa Antonietta di Sassonia-Altenburg. Il matrimonio era stato organizzato dal primo cugino della sposa, l'imperatore Guglielmo II di Germania.
Il matrimonio si rivelò però infelice e senza discendenza; anni dopo venne dibattuta l'ipotesi che Ariberto fosse omosessuale e che fosse stato sorpreso a letto con un servo dal padre o dalla stessa Maria Luisa. Nel dicembre 1900 il suocero di Maria Luisa utilizzò le proprie prerogative di duca regnante di Anhalt per annullare il matrimonio del figlio; la principessa Maria Luisa, che al momento si trovava in una visita ufficiale in Canada, fece subito ritorno in Gran Bretagna.
Le circostanze della fine del matrimonio della principessa Maria Luisa e del principe Ariberto non sono chiare. L'edizione del 1903 dell'Almanacco di Gotha indica che divorziarono il 9 dicembre 1900; l'edizione del 1904 del Whitaker's Almanac, d'altro canto, indica che il «matrimonio venne dissolto su richiesta congiunta, sulla base di una nuova legge dinastica della casa ducale». Lo zio della principessa, il Principe di Galles, riassunse la situazione dicendo: «Ah, povera Luisa, è ritornata come se ne è andata – una vergine».
Nel suo diario, Maria Luisa scrisse che ella considerava le sue promesse fatte al marito come vincolanti e quindi non si risposò più; le sue memorie contengono comunque sentimenti di collera per la sua esperienza matrimoniale ed un ovvio disprezzo per l'ex marito.

## Incarichi reali
Dopo l'annullamento del suo matrimonio, Maria Luisa si dedicò ad attività benefiche e al patrocinio delle arti; ispirò la creazione della "Queen Mary's Dolls' House" per esporre i lavori degli artigiani britannici. A Bermondsey istituì il "Girl's Club", che durante la prima guerra mondiale venne utilizzato come ospedale. Era inoltre membro attivo dell'organizzazione fondata dalla madre, la "Princess Christian Nursing Home" di Windsor.

## Prima Guerra Mondiale
Nel luglio 1917, quando Giorgio V cambiò il nome della famiglia reale britannica da casa di Sassonia-Coburgo-Gotha in casa di Windsor, il re richiese ai suoi numerosi parenti e affini, che fossero cittadini britannici, di cessare di utilizzare i propri titoli, trattamenti e cognomi tedeschi. Non prendendo nessun titolo o cognome, la principessa Maria Luisa e la sua sorella nubile, la principessa Elena Vittoria, vennero semplicemente conosciute come "sua altezza la principessa Maria Luisa e "sua altezza la principessa Elena Vittoria"; questa situazione diede loro la curiosa distinzione di essere principesse, ma, apparentemente, non appartenenti a nessuna famiglia reale. Questo approccio differì infatti notevolmente da quello degli altri parenti di Giorgio V, i quali rinunciarono ai loro titolo principeschi e alle designazioni territoriali tedesche, ma acquisirono dei titoli nobiliari britannici: benché i loro titoli, derivati da quelli dei genitori, concessi loro dalla regina Vittoria, fossero essenzialmente britannici, esse non erano ufficialmente delle principessa del Regno Unito. In ogni caso, il loro status di donne non sposate ed il loro diritto di utilizzare l'appellativo di "altezze" rese la loro situazione piuttosto spinosa, cosicché fu più semplice consentire loro di mantenere il rango di principesse evitando di sollevare la questione dell'appartenenza famigliare.

## Ultimi anni
La principessa Maria Luisa, nella sua vita, partecipò a quattro incoronazioni nell'abbazia di Westminster: quella di Edoardo VII e della regina Alessandra nel 1902, quella di Giorgio V e della regina Mary nel 1911, quella di Giorgio VI e della regina Elisabetta nel 1937 ed infine a quella di Elisabetta II nel 1953. Nel 1956 pubblicò i suoi diari con il titolo My Memories of Six Reigns (Le mie memorie di sei regni); pochi mesi dopo morì nella sua casa londinese al numero 10 di Fitzmaurice Place. Venne sepolta nel cimitero reale di Frogmore, nel Grande Parco di Windsor.
Prima della seconda guerra mondiale, la principessa Maria Luisa fu una frequente visitatrice del santuario anglicano di Nostra Signora di Walsingham; un vicario londinese affermò che una volta, quando la incontrò mentre era in visita al santuario, la udì esclamare: «Oh! Nostra Signora di Walsingham»; egli le chiese: «È mai stata qui?», e lei rispose: «Certamente! E sono la prima della mia famiglia a visitarla dopo Enrico VIII».

## Titoli nobiliari e onorificenze

### Titoli
- 1872–1891: sua altezza la principessa Maria Luisa di Schleswig-Holstein
- 1891–1900: sua altezza la principessa Ariberto di Anhalt
- 1900–1917: sua altezza la principessa Maria Luisa di Schleswig-Holstein
- 1917–1956: sua altezza la principessa Maria Luisa

In quanto nipote in linea maschile del duca di Schleswig-Holstein, Maria Luisa avrebbe dovuto avere il trattamento di altezza serenissima, ma nel 1866 la regina Vittoria attribuì il trattamento di "altezza" all'interno del Regno Unito ad ogni figlio che fosse nato dal matrimonio del principe Cristiano di Schleswig-Holstein e della principessa Elena, principi o principesse di Schleswig-Holstein. Nel giugno 1917 una nota in una circolare di corte affermava che si stava preparando un'autorizzazione reale che avrebbe permesso a Maria Luisa e ai fratelli di abbandonare la dicitura "di Schleswig-Holstein-Sonderburg-Augustenburg" parte dei loro titoli, ma non venne emanato nessun decreto e agli Schleswig-Holstein non venne mai concesso il titolo di principi o principesse di Gran Bretagna ed Irlanda.

## Antenati
|                                                         |                                     |                                                 | Genitori                                        |  |  | Nonni |  |  | Bisnonni                                                            |  |  | Trisnonni                                                          |  |
|                                                         |                                     |                                                 |                                                 |  |  |       |  |  | Federico Cristiano II di Schleswig-Holstein-Sonderburg-Augustenburg |  |  | Federico Cristiano I di Schleswig-Holstein-Sonderburg-Augustenburg |  |
|                                                         |                                     |                                                 |                                                 |  |  |       |  |  | Federico Cristiano II di Schleswig-Holstein-Sonderburg-Augustenburg |  |  | Federico Cristiano I di Schleswig-Holstein-Sonderburg-Augustenburg |  |
|                                                         |                                     | Carlotta di Holstein-Plön                       |                                                 |  |  |       |  |  | Federico Cristiano II di Schleswig-Holstein-Sonderburg-Augustenburg |  |  |                                                                    |  |
| Cristiano di Schleswig-Holstein-Sonderburg-Augustenburg |                                     |                                                 |                                                 |  |  |       |  |  | Federico Cristiano II di Schleswig-Holstein-Sonderburg-Augustenburg |  |  |                                                                    |  |
|                                                         |                                     | Luisa Augusta di Danimarca                      | Cristiano VII di Danimarca                      |  |  |       |  |  |                                                                     |  |  |                                                                    |  |
|                                                         |                                     | Luisa Augusta di Danimarca                      | Cristiano VII di Danimarca                      |  |  |       |  |  |                                                                     |  |  |                                                                    |  |
|                                                         |                                     | Luisa Augusta di Danimarca                      | Carolina Matilde di Hannover                    |  |  |       |  |  |                                                                     |  |  |                                                                    |  |
| Cristiano di Schleswig-Holstein                         |                                     | Luisa Augusta di Danimarca                      |                                                 |  |  |       |  |  |                                                                     |  |  |                                                                    |  |
|                                                         |                                     | Cristiano Corrado Sofo di Danneskjold-Samsøe    | Federico Cristiano di Danneskjold-Samsøe        |  |  |       |  |  |                                                                     |  |  |                                                                    |  |
|                                                         |                                     | Cristiano Corrado Sofo di Danneskjold-Samsøe    | Federico Cristiano di Danneskjold-Samsøe        |  |  |       |  |  |                                                                     |  |  |                                                                    |  |
|                                                         |                                     | Cristiano Corrado Sofo di Danneskjold-Samsøe    | Federica Luisa von Kleist                       |  |  |       |  |  |                                                                     |  |  |                                                                    |  |
| Luisa Sofia di Danneskjold-Samsøe                       |                                     | Cristiano Corrado Sofo di Danneskjold-Samsøe    |                                                 |  |  |       |  |  |                                                                     |  |  |                                                                    |  |
|                                                         |                                     | Giovanna Enrichetta Valentina Kaas              | Federico Cristiano Kaas                         |  |  |       |  |  |                                                                     |  |  |                                                                    |  |
|                                                         |                                     | Giovanna Enrichetta Valentina Kaas              | Federico Cristiano Kaas                         |  |  |       |  |  |                                                                     |  |  |                                                                    |  |
|                                                         |                                     | Giovanna Enrichetta Valentina Kaas              | Edele Sofia Kaas                                |  |  |       |  |  |                                                                     |  |  |                                                                    |  |
| Maria Luisa di Schleswig-Holstein                       |                                     | Giovanna Enrichetta Valentina Kaas              |                                                 |  |  |       |  |  |                                                                     |  |  |                                                                    |  |
|                                                         | Ernesto I di Sassonia-Coburgo-Gotha | Francesco Federico di Sassonia-Coburgo-Saalfeld |                                                 |  |  |       |  |  |                                                                     |  |  |                                                                    |  |
|                                                         | Ernesto I di Sassonia-Coburgo-Gotha | Francesco Federico di Sassonia-Coburgo-Saalfeld |                                                 |  |  |       |  |  |                                                                     |  |  |                                                                    |  |
|                                                         | Ernesto I di Sassonia-Coburgo-Gotha | Augusta di Reuss-Ebersdorf                      |                                                 |  |  |       |  |  |                                                                     |  |  |                                                                    |  |
| Alberto di Sassonia-Coburgo-Gotha                       | Ernesto I di Sassonia-Coburgo-Gotha |                                                 |                                                 |  |  |       |  |  |                                                                     |  |  |                                                                    |  |
|                                                         |                                     | Luisa di Sassonia-Gotha-Altenburg               | Augusto di Sassonia-Gotha-Altenburg             |  |  |       |  |  |                                                                     |  |  |                                                                    |  |
|                                                         |                                     | Luisa di Sassonia-Gotha-Altenburg               | Augusto di Sassonia-Gotha-Altenburg             |  |  |       |  |  |                                                                     |  |  |                                                                    |  |
|                                                         |                                     | Luisa di Sassonia-Gotha-Altenburg               | Luisa Carlotta Meclemburgo-Schwerin             |  |  |       |  |  |                                                                     |  |  |                                                                    |  |
| Elena di Sassonia-Coburgo-Gotha                         |                                     | Luisa di Sassonia-Gotha-Altenburg               |                                                 |  |  |       |  |  |                                                                     |  |  |                                                                    |  |
|                                                         |                                     | Edoardo Augusto di Hannover                     | Giorgio III del Regno Unito                     |  |  |       |  |  |                                                                     |  |  |                                                                    |  |
|                                                         |                                     | Edoardo Augusto di Hannover                     | Giorgio III del Regno Unito                     |  |  |       |  |  |                                                                     |  |  |                                                                    |  |
|                                                         |                                     | Edoardo Augusto di Hannover                     | Carlotta di Meclemburgo-Strelitz                |  |  |       |  |  |                                                                     |  |  |                                                                    |  |
| Vittoria del Regno Unito                                |                                     | Edoardo Augusto di Hannover                     |                                                 |  |  |       |  |  |                                                                     |  |  |                                                                    |  |
|                                                         |                                     | Vittoria di Sassonia-Coburgo-Saalfeld           | Francesco Federico di Sassonia-Coburgo-Saalfeld |  |  |       |  |  |                                                                     |  |  |                                                                    |  |
|                                                         |                                     | Vittoria di Sassonia-Coburgo-Saalfeld           | Francesco Federico di Sassonia-Coburgo-Saalfeld |  |  |       |  |  |                                                                     |  |  |                                                                    |  |
|                                                         |                                     | Vittoria di Sassonia-Coburgo-Saalfeld           | Augusta di Reuss-Ebersdorf                      |  |  |       |  |  |                                                                     |  |  |                                                                    |  |
|                                                         |                                     | Vittoria di Sassonia-Coburgo-Saalfeld           |                                                 |  |  |       |  |  |                                                                     |  |  |                                                                    |  |